# Merodon femoratus
Merodon femoratus là một loài ruồi trong họ Ruồi giả ong (Syrphidae). Loài này được Sack mô tả khoa học đầu tiên năm 1913. Merodon femoratus phân bố ở vùng Cổ Bắc giới